# 점프 스케어
점프 스케어(영어: jump scare)는 공포 영화 및 공포 컴퓨터 게임에서 자주 사용되는 기법으로, 관객(플레이어)을 갑작스럽게 놀래켜 무섭게 하는 것을 의도하여 주로 무서운 큰소리와 함께 이미지(영상)나 사건을 갑자기 변화시키는 기술이다. 1980년대 이후의 영화에서 자주 볼 수 있는 점프 스케어는, "공포 영화의 가장 기본적인 구성 요소 중 하나"라고 말해지고 있다. 점프 스케어는 영화에서 사운드 트랙이 조용하고 관객이 뭔가 놀라운 일이 일어날 것이라고 생각하지 않을 때 또는 장시간 긴장의 갑작스럽게 사용하여 관객을 놀라게 할 수 있다.
일부 비평가들은 점프 스케어를 시청자를 두려워하기위한 게으른 방법으로 평가했으며, 영화의 클리셰로 확립했다고 생각하고 있다.